# Partit Solidari de l'Afganistan
El Partit Solidari de l'Afganistan (PSA), en dari حزب همبستگی افغانستان, és un partit democràtic que va ser fundat el 17 d'abril de 2004 a Kabul sota el lideratge d'enginyer Abdul Khaleq Nemat, i és un dels cent partits registrats en el marc del Ministeri de Justícia d'Afganistán.
Els objectius del PSA són els següents: Un Afganistan independent, lliure, democràtic i íntegre, la unitat nacional basada en l'establiment de democràcia i laïcisme, igualtat de drets entre dona i home i totes les ètnies del país, lluitar contra qualsevol tipus de fonamentalisme i intervenció estrangera, la retirada immediata de les tropes invasores nord-americanes i de l'OTAN del país. El PSA lluita per la llibertat, independència, democràcia i la justícia social i reconeix l'Afganistan com un país envaït i governat per un Govern titella.
Hambastagi Ghag: és un òrgan publicitari del PSA que expressa la ideologia i la política del Partit. Aquesta revista es publica amb la finalitat de promoure el nivell de coneixement de la gent i aclariment de les mentalitats d'aquesta. No obstant això, a causa dels problemes econòmics després de la publicació de la revista número 17 la seva edició ha estat cessada.